# Synowódzko Niżne (przystanek kolejowy)
Synowódzko Niżne (ukr. Нижнє Синьовидне, ros. Нижнесиневидное) – przystanek kolejowy w miejscowości Synowódzko Niżne, w rejonie stryjskim, w obwodzie lwowskim, na Ukrainie.
Przystanek istniał przed II wojną światową. Nosił wówczas nazwę Synowódzko-Bubniszcze.